# Газотранспортна мережа Малаї
Газотранспортна мережа Малаї (Peninsular Gas Utilisation, PGU) — система газопроводів, що транспортують блакитне паливо офшорних родовищ Південно-Китайського моря до споживачів в індустріально розвиненій західній частині Малайзії, а також до Сінгапуру.
Починається з комплексу газопереробних заводів у Kertih на східному узбережжі Малайського півострова, куди сходяться офшорні трубопроводи з платформ Дуйонг (до неї також підключений газопровід з індонезійського блоку Натуна), Bekok, Angsi, Resak (сюди також подається малайська частка видобутку на родовищах Зони комерційного врегулювання між Малайзією та В'єтнамом — блок PM-3), Jerneh, Lawit.
На першому етапі (1984 рік) комплекс в Kertih через трубопровід довжиною всього 32 км постачав підприємства місцевої індустріальної зони (електростанція Султан Ісмаїл, металургійний завод Perwaja). У 1991—1992 роках ввели в експлуатацію значно масштабнішу газопровідну систему довжиною 685 км з діаметром труб 900 мм. Вона перетнула півострів зі сходу на захід від Телок-Калонг до Сегамат, де розділилась на дві гілки, що слідували уздовж західного узбережжя Малаї у південно-східному напрямку до Пасір-Гуданг (звідки за допомогою п'ятикілометрової перемички відбувалась також подача блакитного палива до Сінгапуру) та у північно-західному до Порт-Кланг в районі столиці Малайзії Куала-Лумпуру. В 1998 році здійснили третій етап будівництва, проложивши трубопровід довжиною 450 км і тим саме діаметром 900 мм від Порт-Кланг на північ майже до кордону з Таїландом. Через кілька років він був з'єднаний з транскордонним газопроводом, що подавав продукцію родовищ Зони спільної розробки між Малайзією та Таїландом. Таким чином, уздовж всього західного узбережжя Малаї утворився суцільний газотранспортний маршрут від Сінгапуру до південного Таїланду.
У 1999—2001 роках для поставок додаткових обсягів газу спорудили лупінги — спочатку на ділянці від газопереробного комплексу Kertih до точки розгалуження в Сегамат довжиною 265 км, а потім від Сегамат до району Куала-Лумпуру довжиною 227 км.
Одними з основних споживачі блакитного палива, яке транспортується по системі, є теплоелектростанції на західному узбережжі Малаї — Пасір-Гуданг, Сеноро, Малакка, Порт-Діксон, Connaught Bridge, Порт-Кланг, Лумут, Прай, Куала-Сангланг.